# پنگول
پنگول یک شخصیت عروسکی ساخت مرضیه محبوب با صداپیشگی هومن حاجی‌عبداللهی می‌باشد که در برنامه رنگین کمان هر روز هفته از سال ۱۳۸۵ تا ۱۳۹۵ نقش‌آفرینی می‌کرد و دوره حضورش در سال ۱۳۹۵ به پایان رسید اما دوباره در سال ۱۴۰۰ به شبکه پنج تلویزیون بازگشت.
تمبر پنگول در ۲۰ اسفند ۱۳۸۹ در مراسمی ویژه با حضور مدیر شبکه تهران در برنامه «رنگین کمان» رونمایی شد.
پنگول همچنین در فیلم سینمایی «پنگول» یا شهر گربه‌ها نقش‌آفرینی کرده‌است.

## کتاب‌ها
کتاب‌های پنگول نیز ساخته شده‌اند. کتاب ویژهٔ او نیز ساخته شده‌است.